# テイルズ オブ エクシリア
『テイルズ オブ エクシリア』（TALES OF XILLIA、略称：TOX / エクシリア）は、バンダイナムコゲームスから2011年9月8日に発売されたPlayStation 3用RPG。『テイルズ オブ』シリーズの1つにしてシリーズ15周年記念作品。ジャンル名は「揺るぎなき信念のRPG」。
シリーズ初のダブル主人公で、今まで主なキャラクターデザインを担当してきたいのまたむつみと藤島康介の両名が同じ数のキャラクターデザインを担当している。タイトルは数え切れないほどの大数や無数を示す Zillion をもじった Xillion からの造語で “XILLIA” と名づけられ、【未知】の意と【交わり】を表す “X” にも、数え切れない新たな出会いや想いの交差といった意味を込めているという。
2012年11月1日には本作の1年後を舞台とした続編『テイルズ オブ エクシリア2』が発売された。

## システム

### ダブル主人公
ゲーム開始時に主人公をジュードとミラのどちらか選ぶことになり、選んだ方の主人公の視点で物語は展開される。どちらかの視点でしか見られないイベントや同じイベントでも視点によって異なるという場面が存在する。終盤の展開は主人公によって大きく異なっており、両方の主人公でプレイすることによりストーリーの全容が明らかとなる。

### 戦闘
2人の主人公が協力しながら戦う「DR-LMB（ダブルレイド・リニアモーションバトル）」。
攻撃にはAC（アサルトカウンタ）を消費し、術技の発動には加えてTP（テクニカルポイント）が必要となる。シリーズ従来における技のことを「武身技」、術のことを「精霊術」と呼ぶ。
AC（アサルトカウンタ）
攻撃行動（通常攻撃・技・術）の際に消費する数値。前作『テイルズ オブ グレイセス』でも導入されていたCC（チェインキャパ）に近いシステムだが、どの行動でも消費量は1。攻撃後に自動で回復する。
TP（テクニカルポイント）
術技使用の際に消費する数値。術技によって消費量は異なる。自動では回復せず、戦闘中の行動やアイテムにより回復する。
2つのパワーソースを組み合わせたことで、「非戦闘時に術技が使用出来ない」というCC制の欠点が解消された。
キャラ特性
各キャラクターに備わっている特別な能力。
- ジュード：集中回避（しゅうちゅうかいひ） - 敵の攻撃をバックステップで回避すると、その敵の後ろに回り込む。
- ミラ：魔技（まぎ） - 術を発動するボタンを短く押すと、セットしている術とは違う「魔技」という技を詠唱なしで発動する（長く押すとセットしている術を発動）。
- アルヴィン：チャージ - 技発動後、ボタンを押しっぱなしにすると「チャージ状態」となり、この状態ではセットしている技が「チャージ技」に変化する。
- レイア：活伸棍術（かっしんこんじゅつ） - 敵の攻撃をバックステップで回避すると、装備中の棍が長くなり、攻撃範囲が広がる。
- エリーゼ：スイッチングティポ
  - ティポON - 精霊術の威力が高くなる。
  - ティポOFF - ティポが相手に物理的な攻撃を行ったり、術詠唱中のエリーゼを守るなどの行動を取る。

- ローエン：術後調律（じゅつごちょうりつ） - 発動した術に対し様々な操作を行える。

#### リンクモード
2人のキャラクターを同時に操作しながら戦うモード。このモードでは、操作キャラ（マスター）とパートナー（スレーヴ）は光を帯びた状態になり、パートナーはマスターの行動に付き従い、ターゲットの挟み撃ち、マスターの背後の敵を攻撃する、マスターを攻撃から庇うといった行動を行う。リンクをすると一部のスキルを共有できる他、回復やダメージ、状態異常・状態変化が伝播する。リンクモード中に攻撃を当てることでリンクゲージがたまっていき、一定までたまると繋がった相手と「共鳴術技（リンクアーツ）」と呼ばれる技や術を掛け合わせて発動する特殊な攻撃を繰り出すことができるようになる。また、パートナー固有サポートという各キャラクター独自の援護を受けることが可能。パーティーキャラクターだけでなく一部の敵キャラクターもリンクを使ってくる。
オーバーリミッツ
共鳴術技ゲージが最大（5段階目）までたまった状態で共鳴術技を発動するとこの状態となる。この状態では敵の攻撃でのけぞらなくなり、ACが減らなくなる。また、共鳴術技から共鳴術技への連携を行う「共鳴術技チェイン」が可能となるほか、条件を満たせば秘奥義を発動することもできる。
固有サポート
- ジュード：レストア - ダウンしたマスターのHPや戦闘不能を回復する。ダウンさせる攻撃を使用してくるパワー種の敵に有効。
- ミラ：バインド - 2人で挟撃している相手を一定時間拘束状態にする。動きの速いスピード種の敵に発動しやすい。
- アルヴィン：ブレイカー - ガード頻度の高い敵でもガード状態をブレイク（解除）し、スタン（気絶）状態にする。ガード頻度の高いガード種の敵に有効。
- レイア：アイテムスティール - ダウンした相手からアイテムを盗む。一部の敵キャラクターに発動するとアイテム使用を封じることができる。レアアイテムを盗めるストレンジ種の敵に有効。
- エリーゼ：ティポドレイン - 浮かせた状態の敵からティポがHPとTPを奪い、マスターに還元する。テクニック種の敵に発動しやすい。
- ローエン：オートマジックガード - マスターに対して敵の精霊術が発動した際、自分とマスターにマジックガードを発動する。精霊術を多用するマジック種の敵に有効。

### リリアルオーブ
本作ではレベルアップ時に能力が上昇せず、GP（グロウアップポイント）のみが得られる。このGPを「リリアルオーブ」に使用し、キャラクターのパラメータの上昇や、術技・スキルの獲得を行う。
リリアルオーブは6つの点（ノード）と、それをつなぐラインで構成されており、1GPでノードが1つ解放される。ノードを解放することでパラメータが上昇し、術技やスキルが封印された四角いエリアの頂点のノードを解放することで術技やスキルを獲得できる。解放できるノードは、すでに解放したノードに隣接しているもののみ。ある程度ノードを解放するとリリアルオーブ自身も成長していく。

### ショップビルド
「道具屋」「武器屋」「防具屋」「装飾品屋」「料理屋」、それぞれのショップにレベルがあり（ショップレベル）、ゲーム開始時はいずれもレベル1だが、ショップメニューの「開発」から素材アイテムの納品やガルドの入金をすることによって、成長ポイントが加算されていき、レベルを上げることができる。レベルが上がると新たな商品の入荷や、既存の商品の価格割引といった特典を得られる。
ショップはどの街にもあり、一部のダンジョンやフィールドにも行商人がいることがある。ショップレベル、品揃え、商品の価格はどの場所でも共通。
それぞれのショップにはその時々によって「ボーナス素材」が設定されており、ボーナス素材を納品すると通常の2倍、あるいは3倍の成長ポイントが得られる。
なお、アミュレットというアクセサリーが登場しており、全状態異常を完全に防御すると説明されているが、ボスキャラクターから受ける状態異常攻撃はその限りではない。

### マップアクション
本作では、全てのマップで3Dカメラが採用され、より臨場感のあるマップの探索ができるようになった。
また、新たなアクションも導入され、従来の作品では行けないような場所にも行くことができる。
- 登る - ある程度までの高さの段差に飛び登ることができる。
- 飛び降りる - どんなに高い場所からでも、ボタン表示があれば一気に降りることができる。
- しゃがむ - 狭い場所や穴などを中腰で進む。しゃがんでいる間は主観カメラに切り替わる。

### チャット
毎回恒例となっているフェイスチャット（スキット）だが、今回は「ロングチャット」「ショートチャット」「ファイティングチャット」の3種類に区分される。
ロングチャット
シリーズおなじみのチャットシステム。キャラクターが今までのシリーズ同様に雑談する。表示形式は、キャラクターの顔が四角い枠に表示されるというものである。
ショートチャット
移動中特定の条件を満たすことで自動的に発生するチャットシステム。フィールド上で、左下にキャラのアイコンと台詞が表示される。
ファイティングチャット
今までのチャットとは異なり、移動中ではなく戦闘中に発生するチャットシステム。画面左上にアニメーションが挿入され、キャラクターが会話する（ただし音声だけで字幕なし）。ボスキャラクターにも存在しており画面右上にアニメーションが挿入される。

## ストーリー
2000年前、精霊の主マクスウェルが創造した世界リーゼ・マクシア。
人が精霊にマナを与え、精霊が人に力を貸す。そうやって、ふたつの存在が共存する世界を乱す者など居る筈もなかった。
しかし、その平和の翳りを感じ取ったミラ＝マクスウェルは、精霊と人間を守るという使命に基づいた旅の途中、医学生の少年ジュード・マティスと出会う。

## 世界観
リーゼ・マクシア
主人公たちが住む世界。2000年前に精霊の主マクスウェルが、賢者クルスニクとその仲間たちを率いて創造した世界と言われている。人間にはマナを生成する霊力野（ゲート）という器官が存在し、人が精霊にマナを与え、精霊が人間に力を与えることで、二つの存在が共存し合っている自然豊かな世界である。リーゼ・マクシアは現在二つの大国に分かれており、どちらもリーゼ・マクシア全土の覇権を争っていることから、いつ戦争が起こってもおかしくない状態にさらされている。また、精霊術文化の発達による術の濫用で霊勢が著しく変化しており、将来は人が住めない場所が増えることが一部の学者達の間で危惧されている。
その正体は、2000年前にマクスウェルが施した精霊術断界殻（シェル）によってエレンピオスから隔離された世界。黒匣の出現によって精霊が死に始めた為に、世界の滅亡を危惧したマクスウェルが救えるだけの精霊と動植物、そして霊野力（ゲート）が発達した人間たちを引き連れてリーゼ・マクシアを創造し、エレンピオスが滅びるまでの「箱舟」として閉ざした。エレンピオスでは「マクスウェル派の失踪」として伝承が残っており、リーゼ・マクシアの存在はエレンピオスでは「理想郷」として伝わっていた。
霊力野が発達していた者たちの子孫である為、リーゼ・マクシア人は例外なく発達した霊力野を持って生まれている。しかし霊野力の発達には個人差があるため、先天的な霊力野の強弱によって将来がある程度決まってしまう社会形態となっている。
ラ・シュガル
リーゼ・マクシアの南方に位置する国家。首都はイル・ファン。穏やかな気候に包まれた土地で、伝統を重んじる傾向がある。優れた精霊術文化を持ち、教育や研究に力を入れている。近年は現国王ナハティガルの独裁体制が強まっており、貴族で構成された議会が存在するものの、有名無実化している。
ア・ジュール
リーゼ・マクシアの北方に位置する国家。首都はカン・バルク。険しい山脈や荒廃した土地が多く、部族抗争も少なくない。現国王ガイアスが少数部族と辺境の小国をまとめあげ、現在のア・ジュールの形になった。以前の王と大部族が中心となっていた時に比べれば、随分住みやすくなったと思う国民も多く、それ故に現国王ガイアスは国民に高い支持を得ている。
ニ・アケリア
ア・ジュール国内に存在する小さな集落。賢者クルスニクの末裔とされる小教団が、マクスウェルを信仰するために霊山の近くに村を作った。以来マクスウェルを信仰しながらア・ジュールからの干渉がない静かな生活を送っている。20年前の時点では寂れそうになっていたが、ミラ＝マクスウェルの降臨により再び活気ついた。
ニ・アケリアの長老たちには、おとぎ話のような形であるとはいえ断界殻（シェル）の存在が口伝で代々伝わっていた為、後に暴走したミュゼの襲撃を受ける事となってしまった。

六家（りくけ）
ラ・シュガル国の貴族の中でも、強い権力を持つ六つの名門貴族。貴族議会において強い発言権を持つ。カラハ・シャールを治めるシャール家、ローエンの生家であるイルベルト家、ナハティガルの生家でラ・シュガル王家であるファン家、アグリアの生家であるトラヴィス家、作中では名前のみ登場するズメイ家、バーニャ家が存在する。賢者クルスニクの弟子たちの子孫を名乗っており、続編にてそれが本当であった事が判明する。
本編より5年程前に、ナハティガルがファン家を除いた「六家の粛正」を行い、六家の各種権限を強引に取り上げ、反対する者を処刑していった。シャール家の先代当主も反対した為に処刑されており、ローエンもこの出来事がきっかけで軍を退役している。また代々霊野力に優れていたトラヴィス家にはアグリアの異母兄たちがいたが、本編の2年前に四象刃（フォーヴ）との戦いでアグリアに殺害されており、その１年後にトラヴィス家当主が屋敷の火災で変死体となって発見された為、本家は断絶同然の状態となっている。
ファイザバード会戦
20年前にファイザバード荒野で起きた、ラ・シュガルとア・ジュールの戦争。ナハティガルが兄たちの策略で指揮権を剥奪されたことで、彼の代わりに無能な将軍が指揮を取り、軍師として参戦していたローエンの努力も空しくラ・シュガル軍は敗北寸前まで追いつめられていたが、原因不明の大津波に襲われて両軍共に壊滅的な被害を受け、実質引き分けとなった。霊勢も大きく変動し、荒野は沼野へと変化している。

エレンピオス
リーゼ・マクシアの外側に広がる本来の世界。黒匣（ジン）が栄える世界で、リーゼ・マクシアよりも遥かに文明が発達しており、黒匣による機械文明や医療技術が盛んである他、黒匣以外にもリーゼ・マクシアには存在しない火薬技術による銃も普及している。しかし、黒匣の使用により精霊が減少し、現在は滅亡の危機に晒されている。エレンピオスでは精霊の存在は認知されておらず、黒匣のエネルギー源が減っているという認識しかない。徐々に深刻化していくエネルギー不足による滅亡を回避するため、政府は打開策を打つためにマクスウェルの伝承を調べ始め、ついに「理想郷」と呼ばれているリーゼ・マクシアが実在することを突き止め、政府によるリーゼ・マクシア全ての生命からマナを吸収する「異界炉計画」を実行し始めた。
エレンピオス人は霊力野が退化しているため、精霊術を使うことができない。また、日常的に行うほど賭け事が好きな気質をもち、エレンピオス人の悪い癖と評されることもある。マクスウェルの意図によりエレンピオス及び断界殻（シェル）の存在はリーゼ・マクシアでは全く伝わっていなかったが、ニ・アケリアの長老たちの間でおとぎ話のような形で断界殻（シェル）の存在が伝わっていた他、六家の伝承の中でもエレンピオスの事らしき文面がある。
アルクノア
20年前に黒匣（ジン）と共に現れ、世界の裏で暗躍している謎の組織。黒匣を使うことからミラと敵対しており、黒匣を破壊する彼女の命を狙っている。目的のためなら手段を選ばず、民間人の命を奪うことも厭わないため、リーゼ・マクシアで存在が認知されるようになってからはテロ集団と呼ばれている。構成員は老若男女問わず存在し、普段は街の住民に紛れているため区別がつかないが、構成員はオレンジのスカーフを身に着けている。
その正体は、20年前にエレンピオス軍が断界殻の一部を破壊した際に、偶然にもリーゼ・マクシアに落下してしまった旅船ジルニトラに乗っていたエレンピオス人たち。マクスウェルの追跡をかわしてリーゼ・マクシア人に紛れ込み、エレンピオスに帰郷するために断界殻を作ったマクスウェル（ミラ）の抹殺を目論んでいる。アルクノアの構成員の当初の目的は純粋に「エレンピオスに帰る」というだけだったが、リーダーのジランドの目論みによりエレンピオス軍との「異界炉計画」の片棒を担がされる事となる。
乗員乗客は1000人以上いたが、ジルニトラの事故やマクスウェルの襲撃により、事故から6年後には300人程度しか残っていなかった。当時はエレンピオス軍の将校でカリスマ性と人望が強いギルヴァートという男性をリーダーとし、アルクノアの集落で人目を避けるように生活していたが、黒匣を使っていたことでミラと四大精霊の襲撃に遭い、集落は壊滅してアルクノアの生き残りは各地に散り、以来リーゼ・マクシア人に紛れて生活するようになった。また、リーダーのギルヴァートはリーゼ・マクシア人の恋人がいるというスキャンダルをジランドに利用されてリーダーの座を追われ、ジランドが新リーダーに就任した。

## 用語
精霊
世界の法則を司る存在。小さいものたちのことを微精霊、強大な力を持つものを大精霊と呼ぶ。精霊が死ぬと「精霊の化石」と呼ばれる石となる。大精霊も「精霊の化石」になるが、死ぬとすぐに別人格を持った新たな大精霊が生み出される。
精霊にとって、人間が精霊を直接使役し、マナを注ぐことはミラでさえ思わず赤面するほどにとても恥ずかしいことらしい。
マナ
万物に宿るエネルギー物質。それは物体はおろか、精霊の存在も例外ではない。
霊力野（ゲート）
リーゼ・マクシア人の脳の一部に存在する器官。マナを生成することが出来る。この霊力野の質がそのまま精霊術の才能になるため、リーゼ・マクシアでは生まれ持った霊力野の才能である程度の将来が決まってしまう。
ほとんどのエレンピオス人には霊力野がない為、精霊術を使うことができない（正確には霊力野と呼ばれる器官は存在するが、極端に退化しているためマナを分泌することができない）。稀にエレンピオス人の中にも霊力野の発達した者がおり、その才能を生かして宗教の開祖などになるという事例がある。
精霊術
人間が霊力野からマナを生成し、そのマナを受け取った精霊が人間に手を貸す、人と精霊の共存関係の一つの形。
街灯樹に光をともす程度の低級の精霊術であれば誰にでも出来るが、強力なものになればなるほど生まれ持った霊力野の大きさに左右される。また精霊術も万能ではなく、巨大な精霊術の影響を受けて霊勢も大きく変動する。
霊勢
精霊の力のバランス。季節や気候に近い。霊勢が偏ると、常に夕方や夜になったり、山岳地帯や乾燥地帯といった自然が変化を遂げる。
増霊極（ブースター）
ア・ジュールが開発した装置。霊力野からのマナ放出量を増大させるもので、最新型の第三世代まで存在する。本来であれば適合者を選ぶもので、使い続けると寿命を削るという致命的な副作用があるため、実用化には至っていない。ウィンガルとエリーゼはその実験体であった。
ア・ジュールのリーベリー岩孔の研究所で研究が進められていたが、アルクノアの密偵が侵入して研究データと第一世代、第二世代型を奪われ、アルクノアを通じてラ・シュガルにもその技術が流れる。侵入者の報告を受けたア・ジュール上層部は第三世代型の情報を守るために研究所を閉鎖し、被験者であるエリーゼと共に別の場所に隠した。
医療ジンテクス
ジュードの父ディラックが開発した医療用の機器。精霊の化石を用いる。装備者の霊力野のマナで稼働する仕組みになっており、これを装着すると怪我をして全く歩くことができなくなった人間も歩けるようになる。しかし、神経系回路に直接精霊術が働きかけるため、常人であれば気絶しかねないほどの激痛が足を動かす度に襲い、更にリハビリにも数節の時間がかかる為、扱いが非常に難しい。
後に精霊を殺さないように改良された黒匣の一種であることが判明する。
断界殻（シェル）
2000年前に精霊の主マクスウェルが施した精霊術で、黒匣による精霊の死とそれに伴う世界の滅亡を防ぐため、リーゼ・マクシアをエレンピオスから隔離している。断界殻の消滅は、術者のマクスウェルの死と同義である。術自体にも膨大なマナが使用されており、断界殻がリーゼ・マクシアの上空にあるため精霊術の影響が一か所に溜まり、極端な霊勢変化を引き起こす要因となっている。
20年前にオリジナルのクルスニクの槍に断界殻の一部を破壊され、その際に大津波がファイザバード会戦の戦場を襲った。
黒匣（ジン）
20年前にアルクノアと共に出現したエレンピオスの技術。霊力野の質に左右されず、誰にでも強力な精霊術を扱えるようになる特殊な装置。精霊の化石を使用している。先天的に霊力野を持たない人間にも精霊術が扱えるようになり、黒匣で使う精霊術を算譜術（ジンテクス）と呼ぶ。
精霊の力を強引に操り、一方的に精霊の力を搾取し死滅させてしまうため、万物に悪影響を与えてしまう。ミラの使命はこの黒匣を破壊し、人間と精霊を守ることである。
クルスニクの槍
ラ・シュガルの王ナハティガルが開発している巨大な黒匣の兵器で、創世記の賢者クルスニクの名を冠する。周囲の精霊や人間の霊力野からマナを吸収し、貯蔵する力を持つ。ミラが「カギ」を奪ったことで起動できなくなるが、様々な勢力が槍と「カギ」を巡って暗躍している。
ミラやガイアスたちは槍を兵器と思っていたが、実はアルクノアがナハティガルを利用して作らせた術を打ち消すための巨大装置。マクスウェルの施した断界殻の一部を打ち消し、吸収したマナをエレンピオスに送るのが目的であった。アルクノアが作らせていたクルスニクの槍は、かつてエレンピオス軍が断界殻の一部を打ち破った時に使用したオリジナルのレプリカである。
異界炉計画
エネルギー不足で滅亡の危機に瀕しているエレンピオスを救うため、政府が打ち出した計画。断界殻で隔離されている異世界リーゼ・マクシアに侵略し、そこに住む全ての生命からマナを吸収してエネルギー資源を得ようとする計画である。異世界とはいえ同じ人間を犠牲にすることから、エレンピオス人の中でも賛否両論に分かれている。
源霊匣（オリジン）
黒匣や何らかの影響によって死滅した精霊の化石から精霊を再現し、使役する装置、または再現された存在そのものを指す。
増霊極と黒匣の間の子で、精霊術そのものを具象化させるような仕組みであるために、精霊術の行使にあたっても黒匣の欠点であった一方的搾取による微精霊の死滅という問題をクリアしている。ただ、大精霊クラスの源霊匣はあまりに強大すぎて使役することが不可能に近く、使いすぎると命に関わるという文字通り致命的な欠陥があり、微精霊クラスの源霊匣の成功例も五分五分なので実用化にはまだ時間がかかるのが現状。
リーゼ・マクシア文字とエレンピオス文字
リーゼ・マクシアとエレンピオスそれぞれの世界で使用される文字。
文字そのものは字体が異なるだけで同じに見えるがリーゼ・マクシア人にはエレンピオス文字が読めず、エレンピオス人にはリーゼ・マクシア文字が読めない。

## 登場人物

### 主要人物
ジュード・マティス (Jude Mathis)
声 - 代永翼
男性 / 15歳 / 身長163cm / 武器：ナックル / 戦闘タイプ：拳法使い
本作の主人公の1人。ラ・シュガル国のイル・ファンにあるタリム医学校の医学生。恩師の教授を迎えに行ったところ、イル・ファン研究所内部で軍の最高機密を知ってしまい、国から追われる身となった。その成り行きでミラとアルヴィンと共にア・ジュールに亡命することとなる。
お人好しとおせっかいを絵に描いたような性格で、幼いころから読書が趣味の、勤勉なしっかり者。主体性がなく、ミラの意志に依存する形で自分の行動を決めている節があるが、ミラを喪った後、己の意志で行動し責任を負うことを決意する。レイアによれば、前述のお人好し加減は、仕事人間の両親を持っていることから孤独を恐れ無意識に人との関わりを持とうと躍起になっているからだという。そのため虐めを受けることも多く、それを心配したレイアの母から武術を教えられた。頭の回転が早く、理路整然と物事を考えて真実を導き出す。
実はリーゼ・マクシア人の母親とエレンピオス人の父親の間に生まれたハーフ。母親の霊力野を受け継いでいるため精霊術を使うことができるが、ハーフであるため一般のリーゼ・マクシア人より僅かに劣っており、それを優れた思考能力で無意識のうちに補っている。会得している「護身術」は師匠と訓練相手に事欠かなかったため実戦レベルで、正規軍を相手に全く引けを取らないほど。接近戦に長け、気功を用いた治癒術も扱える。秘奥義は「殺劇舞荒拳」。
ドラマCDでは、コスプレしたミラを見て感激のあまり、普段ではあり得ないくらい取り乱していた。
ミラ＝マクスウェル (Milla Maxwell)
声 - 沢城みゆき
女性 / 20歳 / 身長168cm / 武器：剣 / 戦闘タイプ：術剣士
本作の主人公の1人。大精霊マクスウェルがこの世で活動するために受肉したとされる存在。人と精霊を守るという「使命」のため、世界に悪影響を与える巨大な黒匣（ジン）である「クルスニクの槍」を破壊するために四大精霊を従えてイル・ファンを訪れる。しかし、槍の起動に必要な「カギ」を奪うことはできたものの、四大が槍に捕らわれてしまったことで戦う力を失ってしまい、ジュードとアルヴィンに助けられながらイル・ファンを脱出し、力を取り戻すためにニ・アケリアへの帰還を目指すこととなる。
使命のためには自らの身の危険も顧みないまっすぐな女性。その揺るぎない強い意志は、思い悩んで立ち止まることの多い仲間たちを勇気づけ、導いていく。高い知性を感じさせる立ち居振る舞いだが、なりふり構わず使命を遂行しようとする無鉄砲さがある。20年間祀られながら箱入り同然として育ったために世間知らずで、天然ボケをかますことも多い。当初は人間を「弱い存在」と見る発言をしたり、軍に追われることとなったジュードの行動を何度も「自業自得」と述べていた（本人に悪気はない）。次第に人の心というものを理解していき、軽はずみな言動はなくなっていき、上述のように彼女が持つ芯の強さが描写されていく。
長らく精霊として過ごしていたために人間界の営みの全てが新鮮で、どんな小さなことにも驚きを示したり、感心したりもする。知識吸収に対しても貪欲で、かつ「食」に関しては並々ならぬ興味を向けている。趣味は珍しい「抜け殻」のコレクション。
己の使命を迷いなく果たそうとしていく中、断界殻の破壊とエレンピオス軍のリーゼ・マクシア襲撃によって、断界殻を守るために決して死んではいけないマクスウェルという身でありながら、自分が敵に身をさらして戦っていることに疑問を覚えていく。その矛盾の通り、ミラの正体は本物のマクスウェルがリーゼ・マクシアに紛れ込んだアルクノアを誘き寄せるために作り出した囮で、同じくマクスウェルによって生み出されたミュゼの妹にあたる。自分をマクスウェルと信じ込んでいるただの人間に過ぎなかったが、それでも人と精霊を守りたいという意志は変わらず、本物よりもマクスウェルらしいと言える。親である大精霊の意志に背いた後は四大精霊と心を通わせ、己の意志で仲間とともに世界を救おうと行動を開始する。
武器は剣だが、戦闘は四大精霊任せだったために剣術は素人レベルで、アルヴィンから剣を教わり辛うじて戦えるようになった。精霊術は感覚的に術式を構築していたが、後に加わったローエンから理論を教わり手ほどきを受けた。全属性の精霊術を使いこなし、詠唱を行わない「魔技」を使え、空中戦にも長けている。秘奥義は「スプリームエレメンツ」。
アルヴィン / アルフレド・ヴィント・スヴェント (Alvin / Alfred Vint Svent)
声 - 杉田智和
男性 / 26歳 / 身長182cm / 武器：両刃大剣＋銃 / 戦闘タイプ：銃剣士
フリーの傭兵を自称する謎の男。イル・ファンで軍に追われていたジュードとミラの窮地を報酬目当てに救い、二人と共にア・ジュールへ亡命する。当初の依頼であった「ミラをニ・アケリアまで送る」という仕事を終えた後も、「報酬のお釣り」としてジュードとミラの旅に同行するようになる。
人当たりが良く面倒見がよい兄貴分で、何かと仲間たちの世話を焼く。だが飄々とした態度の裏では非常にドライで現実的な価値観を持ち、自分のことは全く話さずにはぐらかし、常に他人と一定の距離を置いている。己の目的のためには仲間を裏切ることも厭わず、物語の裏で常に暗躍している。そのため度重なる離反や敵との内通によって仲間たちとの溝を深めていくことになる。
本名は「アルフレド・ヴィント・スヴェント」。その正体はミラの命を狙うアルクノアの構成員であり、20年前に旅船ジルニトラと共にリーゼ・マクシアに漂流したエレンピオス人である。クルスニクの槍を起動させるために「カギ」の在処を探る任務を受けおっており、またミラ＝マクスウェルの監視も兼任していた。共にリーゼ・マクシアへ渡ってきた病床の母のため、ひたすらに故郷へ戻るための行動を続けていた。内心では事態に流されているままの自分を自覚し、自ら道を切り開くミラの強さに憧れ、段々と成長していくジュードに対して嫉妬の感情を覚えていた。終盤、ただ「仲間と共に居たい」という願いのため、裏切り続けた仲間に歩み寄ろうとする成長の兆しを見せた。
利き手は左だが、両利きに矯正している。右手で大剣、左手で銃を使う独特な戦闘スタイルをとり、必要時にはこれらを合体させて技を強化する。攻撃力が非常に高く、敵のガードを崩すのが得意。エレンピオス人であるため精霊術は一切使えず、普段は銃による火力を精霊術の一種と偽っている（リーゼ・マクシアには火薬技術が存在しないため）。秘奥義は「エクスペンタブルプライド」。好物は母が作ったピーチパイ。なお、賭け事を悪癖とするエレンピオス人の中では「遊ぶなら掛けるな、掛けるなら遊ぶな」の信条の下、ギャンブルをあまり好んでいない。
エリーゼ・ルタス (Elise Lutus)
声 - 堀中優希
女性 / 12歳 / 身長145cm / 武器：杖 / 戦闘タイプ：精霊術士
高度な精霊術を使いこなす少女。「ティポ」という喋るぬいぐるみを連れている。国にとって彼女は最高機密の存在であるため、ア・ジュール政府によってハ・ミル村に隔離・管理されている。
行きがかりでジュードとミラの手助けをしたことが出会いのきっかけとなり、後に彼女の境遇を不憫に思ったジュードに連れ出され、同行するようになる。ドロッセルと心を通わせ、後にローエンの計らいで生活の拠点をカラハ・シャールのシャール家に置いた。
純粋で健気な少女だが、その裏側には孤独故の腹黒さも兼ね備えている。孤独な生涯を過ごしてきたため「友達」に憧れている。同時に、「友達は率先して自分を助けてくれる」という誤解もしており、自分のことが優先されないと拗ねてしまうことも。他者との接触や感情表現が苦手だが、旅を続けるにつれ人間らしい感情が芽生えていく。ミラと同じように感覚的に術式を構築して精霊術を使っているため、理論や詳しいことは知らない。また満足な教育も受けていなかったので、一般的な常識にも欠けている。
ア・ジュールが開発した増霊極（ブースター）の第三世代型・ティポの被験体。4歳の頃に両親を亡くし、人身売買を行っていたイスラによってア・ジュールの研究所に売られた。ティポとこれ以上にないほどまで適合しており、彼女とティポのデータは増霊極の実用化には欠かせない存在であったが、研究の中座によって情報漏洩を恐れた政府による監禁の憂き目にあっていた。
幼くして大人でも扱うのが困難な精霊術を使えるのはティポの影響で、ティポがいないと戦うことができない。主に広範囲の回復術と闇属性の精霊術を使いこなす。秘奥義は「リベールゴーランド」。ミラの次に食いしん坊で、ノーマルな料理から渋い和食、少し変わったものなど何でも食べるが、肉が一番好き。
ティポ (Tipo)
声 - 池澤春菜
身長30cmくらい
主要マスコット。幼少時よりエリーゼが所持しているぬいぐるみ。エリーゼのことを「エリー」、他の人物は老若男女問わず「君」付けで呼ぶ。
自律して自動で動きサイズをある程度自在に変えられるという謎の生命体。エリーゼ本人も気づいていないが、増霊極として以外の付属機能によって全てはエリーゼの心を代弁しているだけである。途中でメモリを引き抜かれたことで口調や他称がすべてリセットされ露見、事実を知ったエリーゼが傷心を乗り越えたあとは、彼女の半身として行動する。たまにエリーゼの腹黒い部分がティポを介して垣間見えることも。
ローエン・J・イルベルト (Rowen J. Ilbert)
声 - 麦人
男性 / 62歳 / 身長175cm / 武器：サーベル&ナイフ / 戦闘タイプ：精霊術士
ラ・シュガルの大貴族、シャール家の老執事。行き場をなくした自分を迎え入れたクレインとドロッセルに忠誠を誓っている。
沈着冷静で聡明な男。気さくで心優しいユーモア溢れる紳士。自らを「ジジイ」と称するものの、女性への興味はまだまだ現役。非常に博学で、軍事的知識においては右に出る者はそういない。感覚で術を操っていたエリーゼやミラに理論の手ほどきをした。
六家のひとつイルベルト家の分家出身で、20歳の頃に衰退していた生家に見切りをつけ、軍に入った。かつてはラ・シュガル軍の参謀総長として、ナハティガルの右腕として活躍した名軍師。その芸術的な采配と、術式を紡ぐ際の独特な動きから「指揮者（コンダクター）」の異名で知れ渡っていた。暴走したナハティガルを止めることができずに、彼から離れて一人逃げた自分を悔いていたが、例え傷ついてでも自らの成すべきことを成そうとするミラの強さに心を動かされ、友としてナハティガルを止めるためにミラたちに同行するようになる。
優れた精霊術の使い手であらゆる属性の精霊術を使いこなすが、中でも水と土の精霊術を得意とする。秘奥義は「グランドフィナーレ」。好物はマーボーカレーで、料理は一番上手。
レイア・ロランド (Leia Rolando)
声 - 早見沙織
女性 / 15歳 / 身長158cm / 武器：棍 / 戦闘タイプ：棍術使い
ジュードの幼なじみ。宿泊処ロランドの一人娘にして、ジュードの父親が営むマティス治療院の看護師見習い。ミラの強さに憧れを抱き、ジュードが再び旅立つ際に船に無断で乗り込み、半ば無理矢理パーティーに加わった。
非常に闊達でまっすぐな性格。人を笑顔にすることができる天真爛漫な少女。幼い頃に黒匣の暴発による事故で大怪我を負ってしまい、病み上りから厳しいリハビリを終えて現在の状態に快復したことから、「努力」を奉じるようになった。有り余る元気に反してそそっかしいところがあり、ジュードにもしばしば呆れられている。その反面、旅に加わる理由がほとんどない自分が足手まといになってしまっているのではないかと不安がっている。ジュードに対しては、幼い頃の辛いリハビリを支えてくれたことを感謝しており、彼に恋心を寄せている。彼女の空元気はジュードを心配させまいとする思いから来ており、ジュードに心配されることを避けている。
目上の人物に対して不躾な態度で接してしまうことも多く、ガイアス王に対しても基本的には友達口調で話してしまう。物語終盤捨て鉢になったアルヴィンに撃たれ、険悪なムードを漂わせていたが後に和解した。
母ソニア直伝の棍術はジュードとともに鍛え上げた一線級の逸品。また回復術やサポート術といった精霊術も使いこなす。秘奥義は「活伸棍・神楽」。料理に対して「おいしいもの×おいしいもの＝絶対においしい筈」という致命的な考え方を持ち、クリームパフェコロッケやフルーツやきそばなど珍味な料理を好むが、それを除けば彼女自身はかなり料理上手。

### 重要キャラクター
ガイアス (Gaius)
声 - 置鮎龍太郎
男性 / 32歳 / 身長185cm / 武器：長刀 / 戦闘タイプ：剣士
黎明王とも呼ばれる真紅の甲冑に身を包んだア・ジュールの若き王。本作のラストボスの1人。
超人的な戦闘能力と圧倒的カリスマを持つ傑物で、威風堂々とした佇まいとストイックな風格を漂わせる青年。部族と部族の争いが続いていた混沌のア・ジュールを一代で纏め上げた覇王。全てをその背に負い、民を導かんとする使命感と責任感は、民から絶大な信頼を勝ち取っている。しかし傑物であるがゆえに理想を後継する者が現れないであろうことを危惧されてもいる。
字のガイアスは「世界を牽引する者」を意味する。本名はアースト・アウトウェイ。ア・ジュールの下級部族・アウトウェイ族の族長の息子で、以前は快活で優しい少年であった。20年前のファイザバード会戦に際し身分の低さ故に自分の意見が認められず、結果多数の犠牲が出たことをきっかけに力の無い者が上に立つ社会に絶望し、身分制度社会でなく実力のある者が上に立つ社会を作り上げることを誓っている。
「強き者が弱き者を守る」という信念のもと、リーゼ・マクシアを征服し全ての弱き者を守るという野望を持つ。その野望達成のために全ての「力」を手に入れるため、「クルスニクの槍」とその起動キーである「カギ」を狙っている。
序盤における敵対勢力だったが中盤ではジュードたちと共闘し、アルクノアを壊滅させることに成功。直後、反旗を翻したミュゼを追跡。ついに追い詰め勝利するも、彼女が「誰かに救いを求めている」ことに気付き、救いの意味と力を得るため彼女と契約を果たす。
時空間を切り裂いて世界を移動する力を手にしたガイアスは、ミュゼと共にすべてのジンを破壊するため行動する。マクスウェルに代わって自らが世界を治めるべく、彼をクルスニクの槍に拘束。ジンを必要と考えるジュードたちには幾度も「邪魔をするな」と警告するが、互いの信念は譲り合えないことを察し決着を付けることになる。最終決戦ではミュゼの力により新たな甲冑を身にまとい、大幅なパワーアップを果たす。ラストバトルではジュード、ミラとガイアス、ミュゼの2対2での戦いとなるが、時間を置くと仲間たちが秘奥義発動と共に次々と駆けつけ、ラストボスの掛け合いまであり、これまでにない演出がある。
声を担当する置鮎はPS版デスティニーでラストボスであるミクトランの声を当てており、片方は一時的にとはいえテイルズオブシリーズのラストボスの声を2度演じるのは彼が初となる。
秘奥義は「闢（ビャク）・魔神王剣」。
ミュゼ (Musee)
声 - 真田アサミ
女性 / 20歳 / 身長168cm
ジュードたちの前に突如として現れたマクスウェルの使いを名乗る謎の精霊。本作のラストボスの1人。
それと同時にミラの姉を名乗っているが、ミラは彼女のことを知らない。穏やかでミステリアスな雰囲気を漂わせる女性だが、柔らかな物腰に反してかなりの毒舌。大精霊クラスの力を持ち、空間を操る強大な破壊力を秘めている。また、彼女の状態異常攻撃はアミュレットを装備しても防ぎきれない。
その正体は20年前にアルクノアがリーゼ・マクシアに侵入した際に、マクスウェルより『アルクノア及び「断界殻（シェル）」を知るものの抹殺』の使命を与えられて生み出された精霊。ミラより先に生み出された為、そういう意味では彼女の姉にあたる。エレンピオスに渡って断界殻（シェル）を一時的に破壊したエレンピオス軍を壊滅させた後、エレンピオスを監視するためにエレンピオス人に紛れて気ままに交流しているが、自らの使命を果たすためなら手段を選ばず、顔色ひとつ変えず大量虐殺なども平然と行う。その強大な力に反して精神は非常に未熟で幼く、使命を与えられていなければ持て余し、暴走してしまう。
正体を知らず偽りの使命をこなそうとしていたミラを見下していたが、後にミュゼ自身もマクスウェルからぞんざいに扱われ狂乱状態となってしまう。
ガイアスとの一騎討ちに敗北した後は、彼を心の拠り所としてすがりつき、契約を結ぶことになる。その後、信念の違いからジュードたちと激突。ガイアスの「ジンをすべて破壊する」という目的のために共に行動し、マクスウェルに反旗を翻した。最終決戦ではガイアスと共に現れ一行と戦うことになる。敗北後はミラから手をさし伸ばされ、互いに必要な存在として和解した。
秘奥義は「イベントホライズン」。

### 四象刃（フォーヴ）
ガイアスに仕える四人の精鋭。伝説の聖獣フォーヴの持つ四つの武器をコードネームとしている。主人公2人を除き、パーティーキャラクターと因縁がある。イメージカラーはCMYK。
ウィンガル (Wingul)
声 - 木内秀信
男性 / 28歳 / 身長175cm / 武器：剣 / 戦闘タイプ：術剣士
通称「革命のウィンガル」。かつてア・ジュールを統べた二大部族のひとつロンダウ族の出身の黒ずくめの青年。普段は沈着冷静だが、戦いになると埋め込んだ増霊極の影響で凶暴化し、髪が白に染まって逆立つほか、身に着けている黒服の左肩が翼のように展開し、ロンダウ語しか喋らなくなる。ロンダウ語は『テイルズ オブ エターニア』に登場したメルニクス語と同じ。
本名はリイン・ロンダウ。若き頃からその才気を「小さき智将」と称されており、ガイアスに殺害された父の跡を継いで僅か11歳で族長に就任する。ガイアスに敗れてからガイアスの側に仕える軍師となり、その天才的な頭脳をして「ア・ジュールの黒き片翼」と呼ばれる。
ローエンをライバル視しており、比肩するだけの頭脳を持つが土壇場で勝ちを急ぐところが悪い癖。イベントではチェスを模した戦場ゲームでローエンとファイザバード会戦を再現した勝負を展開。最終的にはローエンが高台に陣地を移し、守りを固めたことで『津波が来る前にこの防御を突破することは不可能』となり、ウィンガルの敗北となった。
ガイアスへの忠義は深く、彼の力となるために増霊極を頭に埋め込み、自ら実験台となって増霊極実験を進めていたほど。しかし、本人は今でもロンダウ族としてガイアスの命を狙っているという。
ラストダンジョンでは四象刃最後の刺客としてジュードたちの前に立ちはだかる。増霊極の影響で瀕死となるが、最後に刀身を床に突き立てて崩落を発生させ、ジュードたちを道連れにする形で死亡。結果、ジュードたちはPTを分断されてしまうことになる。
スピードを活かした戦法を用い、居合い抜きのようにすれ違いざまに対象を両断する。動きが非常に素早く、手数の多さを武器としている。
秘奥義は「ライトニングノヴァ」。
ジャオ (Jiao)
声 - 大友龍三郎
男性 / 42歳 / 身長250cm / 武器：大槌 / 戦闘タイプ：槌使い
通称「不動のジャオ」。四象刃最強の男。圧倒的な体躯の持ち主で、巨大なハンマーを操る。非常に優しく穏やかで、アグリアにお菓子をあげたり、プレザの愚痴を聞いてあげたり（飲み友らしい）、年長者として頼られている。
本名はオルテガ・キタル。元々は魔物を使役する二大部族のひとつ・キタル族の下層の家に生まれたが、現在は族長で唯一の武道派。かつてはずば抜けた戦闘能力と魔物を操る能力に特別長けていたことから周囲に迫害され、荒んでいたが、ルタス一家との出会いやガイアスとの戦いを通じて物腰柔らかで豪快な性格になっていった。
野盗時代に自分をかくまってくれたルタス一家を敬愛しているが、自分を狙った野盗によって殺害されてしまったことを自分の罪として悔い、贖罪のためにエリーゼのことを父親のように気にかけ、人間の娘らしく育って欲しいと祈っていた。
後にクルスニクの槍によって外殻に穴が開きエレンピオスの軍勢が出現した際、ガイアスたちを逃がすためにたった一人で立ち向かい、空中戦艦の砲撃により死亡。
秘奥義は「轟魔隆衝断」。
プレザ (Presa)
声 - 佐藤利奈
女性 / 22歳 / 身長168cm / 武器：本 / 戦闘タイプ：精霊術士
通称「百術のプレザ」。本を持ち歩き、露出度の高いスーツに身を包んだグラマラスな女性で、手にした本を操って術を繰り出す。獣のような尻尾が生えており、伸縮可能で攻撃にも使用できる。
本名はジル・ルーイン。元々ラ・シュガル人の考古学者の父と、ア・ジュール人の母との間に生まれ、不自由なく暮らしていたが、16歳の時に彼女はア・ジュール軍に捕まって尋問を受け、その中で父がラ・シュガルのスパイで母がその協力者であったこと、そして軍に正体がバレて自分を捨てて逃げたことを知り、 両親がつけた名前すら嫌う等自分を裏切った両親に激しい憎しみを抱くようになった。
かつてはア・ジュールのアクタウ族が使う女スパイ集団「ガーベッジ隊」の一員で、ミンクという偽名を名乗り、その美貌を活かした潜入捜査などをしていた。イル・ファンに潜入していたときにアルヴィンと出会い恋人となるも、敵対組織に属し、彼女を疑ったアルヴィンの偽情報によってガーベッジ隊の仲間は壊滅、彼女も敵に捕まり酷い仕打ちを受けた。何とか逃げた後も憎しみを支えに貴族に取り入り、諜報活動を続けていた為、その優れた情報収集能力がガイアスに認められて四象刃の一員として迎えられた。
現在では自分を裏切ったアルヴィンを強く憎んでいるものの、同時に未練も残しており、彼が自分の居場所を見つけることを祈っていた。それと同時に自分を裏切らず、信頼してくれるガイアスへ強い忠義を貫いている。
最後の戦いではアグリアとのコンビネーションでジュードたちを苦しめるも、激戦の末敗北を喫した。戦闘の影響で崩壊を始めた崖から落下するところをアルヴィンに助けられそうになるが、二人の手は届くことなく、二度とつながることなく最期を迎えることとなった。
水属性の術が主だが、アルヴィンの技である守護方陣も使用。他、前述のとおり尻尾を使った中距離攻撃や、ハイヒールによる踏みつけなども行う。
秘奥義は「ドラゴネス・スニーカー」。
アグリア (Agria)
声 - 坂本真綾
女性 / 15歳 / 身長153cm / 武器：仕込み杖 / 戦闘タイプ：術杖士
通称「無影のアグリア」。赤黒いドレスに身を包んだそばかすの少女で、鋏を想起させる形状の仕込み杖を操る。作中で最初に戦う四象刃であり、ジュードを襲撃するも四大を操るミラに惨敗し撤退した。
精神に平常性がなく、動きも幽鬼のようにゆらゆらしていて挙動不審で、口を開けば罵詈雑言が飛び出る。とても攻撃的かつ残忍な性格だが、ガイアスには非常に忠実。他人に陰険につっかからずにはいられず、口を開くたびに罵倒や嘲笑が飛び出してくる。味方のプレザを「ババア」と呼ぶが、コンビネーションは抜群。前述のようにジュードに立ちふさがった最初の敵であり、その縁から四象刃の中でも彼と関わることが多い。気絶していたジュードを足蹴にしたり、スカートの中を堂々と晒すような座り方をして照れた彼を嘲笑っている（これは通常会話での内容なので話しかけなければ発生しない）。
本名はナディア・L・トラヴィス。ラ・シュガルの六家のひとつトラヴィス家の妾腹の子で、当主の次女にあたる。低い身分であった母親共々一族から疎まれており、唯一の味方であった母親が亡くなってしまう。しかも母親の葬儀で異母兄たちに母が酷い扱いをされた為、貴族への憎しみが増していき家を出て貴族を襲う通り魔となった。その中で自分が殺した貴族の傍らにいたプレザと出会い、ア・ジュールのスパイとなって実家に一旦戻り、そのコネでラ・フォート研究所に入職してクルスニクの槍について調査していた。また母親の死が異母兄たちによるものだと知り、ア・ジュールとラ・シュガルの非公式の戦いでラ・シュガル軍を率いていた兄たちを殺害した。後に自分の功績がガイアスに認められ四象刃の一員として迎えられ、その後もスパイとして活動するためにラ・シュガルに戻る。しかし自分の邸宅に戻った際に一族への憎しみから感情が高ぶってしまい、精霊術を暴走させ屋敷を放火させてしまい、結果一族のほとんどを死に追いやってしまった。このような過去からか、「頑張れば何だってできる」という信念を持つレイアに強い嫌悪感を抱いている。
プレザとともにコンビを組んでジュードたちと交戦するも、激戦の末敗北。地面が崩れ、崖から落下しそうになったところをレイアの手に掴まれるが、アグリアは自ら手を解いてレイアを嘲笑いながら落下。レイアの信念に屈することなく、自分の命を捨ててまでレイアの信念を否定してみせた。
秘奥義は「ロギズ・イーター」。
『テイルズ オブ ザ レイズ』では、プレイアブルキャラクターに昇格。

### その他のキャラクター

#### ラ・シュガル
ナハティガル・I・ファン
声 - 大塚芳忠
男性 / 52歳 / 身長190cm / 武器：槍/ 戦闘タイプ：槍使い
ラ・シュガルの国王で、六家のひとつファン家の三男。王たる己に驕り高ぶり、人体実験など手段を選ばずリーゼ・マクシアを支配せんとし、クルスニクの槍を製造している。独裁体制を押し進めており、民を自らの力を得るための肥やしとしか見ていない。
もともとは王位継承権から遠い身分だったが、兵士として軍に志願して数々の功績を上げ、そのカリスマ性から絶大な信頼を得るようになった。しかし存在を疎んじた兄たちの奸計により指揮権を奪われ、唯一の理解者であった妹のキャリーを失ってしまう。それが原因でひたすら力を求めるようになり、兄たちや全ての障害を排除し王位に就く。以後歪んだまま、暴君としてラ・シュガルに君臨し続けている。ローエンは軍属時代の同期にして親友であった。
オルダ宮にてミラたちと対峙し、人体実験で奪い続けたマナを自らの肉体に照射。絶大な力を得て最後の戦いに臨むも、激戦の末に敗北。ローエンから和解の言葉をかけられ、わずかに心を動かされた様子を見せる。しかし、彼を見限ったジランドの指示によって放たれたセルシウスの氷の矢に全身を貫かれ、王座にて絶命。
秘奥義は「デモンズランス」。
クレイン・K・シャール
声 - 保志総一朗
男性 / 24歳
六家のひとつシャール家の若き当主にして、カラハ・シャールの領主。ローエンの主人であり、二年前に行き場を失くしたローエンを執事として迎えた。両親は5年前の「六家の粛正」でナハティガルに処刑されており、父の跡を継いで当主となった。若いながら民を思う心の強い青年で、その能力と人望からなる影響力はナハティガル独裁政権の最後の壁と言われている。民を守るためなら自らの危険をも省みないが、妹のドロッセルには甘いらしい。
ジュードたちの話を聞いて、ナハティガルが民を犠牲にして人体実験を行っていることを知り、国に反旗を翻すことを決意。しかし、その直後にジュードたちの前でナハティガルの刺客に討たれる。ジュードの治療を受けるも既に手遅れで、ローエンに国の未来を託して息を引き取った。
ドロッセル・K・シャール
声 - 鎌田梢
女性 / 18歳
クレインの妹。柔らかい雰囲気の少女でローエンと共に街で買い物をしていたところをミラたちと出会う。心優しく何者にも別け隔てなく接し、人に慣れていないエリーゼともすぐ仲良くなる。エリーゼを妹のように可愛がり、身寄りのいない彼女を引き取って一緒に暮らすようになる。
兄の没後は兄の意志を継いで、カラハ・シャールの領主として民を守っていくことを決意した。武術の心得もあるらしい。
ローエンが若気の至りで執筆した詩集「くるおしき愛の叫び」を密かに購入・愛読しており、いつの日か出版したいと目論んでいる。
キャリー・I・ファン
声 - 山像かおり
女性 / 44歳
ナハティガルの妹。周囲から疎まれていたナハティガルの唯一の味方として、ローエンとともに彼を支えていた。戦線に立つも、20年前のファイザバード会戦により死亡したとされる。ローエンの婚約者でもあったが、実は20年前の動乱中エレンピオスに流され、名前以外のすべての記憶を喪失しながらも生きていた。その後、幸せな家庭を築いていた。
サブイベントにてローエンと彼女を引き合わせ、空白の二十年間を埋めさせることが出来る。
ディラック・マティス
声 - 銀河万丈
男性 / 47歳
ル・ロンドに治療院を構えるジュードの父親。精霊術を使うことは出来ないが優れた医者であり、医療ジンテクスなどの変わった方法（現代でいう外科的手術）で治療を行うことから遠方でも噂の立つほどで、ジュードも医者としての父親は尊敬している。病院食の腕も一級。息子思いの父親だが厳格な反面過保護なところがあり、また大人としての責任に対する考え方の違いから、ジュードとは度々反目しあっている。もっとも息子の前では素直になれないだけで、内心ではジュードの成長を何よりも喜んでいる。
実は、アルヴィンらと同様ジルニトラとともにリーゼ・マクシアにたどり着いたエレンピオス人の一人で、本名はディラック・ギタ・マティス。故郷では医療用黒匣の開発者として名の知れた名医であった。かつてはアルクノアとして活動する傍ら、医師として医師不足の地域で医療活動を行っており、黒匣が精霊を殺すことを知ったのとエリンとの出会いをきっかけにアルクノアと決別し、リーゼ・マクシアで生きることを決意した。アルクノアのことに妻や息子を巻き込みたくないと考えており、自分の正体はエリンにも伝えていなかった。
エリン・マティス
声 - 土井美加
女性 / 51歳
ジュードの母親。彼女も医者で、夫の助手を務めている。ジュードを優しく包んでくれる静かな女性だが、彼女も仕事人間であり、父親ほどではないがジュードにとって苦手な相手。夫と違い彼女自身は生粋のリーゼ・マクシア人であり、ジュードの霊野力は母親譲り。なお、夫がリーゼ・マクシア人ではない事は知らず、何らかの事情がある程度しか知らされていない。
ジュードの黒髪と目付きは母親譲りである。
ウォーロック・ロランド
声 - 柳沢栄治
男性 / 40歳
レイアの父親。ル・ロンドで「宿泊処ロランド」を営んでいる。鍛え上げられた逞しい肉体にピンクのエプロンというアンバランスな格好。料理の腕前は一級品。心配性でいまだに娘離れできず、レイアが落ち込んでいるのを見てそれ以上に落ち込んだり、レイアが黙って家を出た際には心配のあまり泣いてしまうほどの親バカっぷりを見せる。妻にベタ惚れな反面尻に敷かれており、娘には妻に似て欲しくないと思っている。
ソニア・ロランド
声 - 津賀有子
女性 / 38歳
レイアの母親。肝の据わった豪快な性格で、年上相手にも物怖じせず説教をする。腕っ節も強く、軍が手こずっていた盗賊団を「買い物の邪魔をされた」ため、単身で壊滅。このことは「ル・ロンドの魔人」という都市伝説になっている。
ジュードとレイアの師匠でもあり、ジュードからは「ソニア師匠（せんせい）」と呼ばれている。同時に畏怖の対象でもあり、怒らせた際は恐れ慄くあまり何としても生き残ろうと二人してアタフタするほど。
ア・ジュールの武道会で優勝するなどの多くの逸話を持つ。
ハウス
声 - 篠原大作
男性 / 51歳
イル・ファンにあるタリム医学校の教授。ジュードの恩師であり、彼に目をかけている。オルダ宮殿からの依頼でラフォート研究所に行くが、罠であり、軍に捕らわれてクルスニクの槍の装置に繋がれてしまい、彼を迎えに研究所に侵入したジュードの目の前で絶命。肉体を残さず消滅した。
精霊とマナのやりとりを省略して精霊術を使う研究を行っており、研究成果が認められてハオ賞を受賞していたが、その研究が黒匣に似たものであった為にジランドに目をつけられ、口封じの為に殺害された。彼の研究成果はジュードが亡命した後にラ・シュガル軍によって押収され、表向きには失踪したことになっている。
プラン
イル・ファンにあるタリム医学校の看護師で、ハウス及びジュードの診察をサポートしている。優しい女性で、ジュードのことも何かと気遣っている。
母親はかつてトラヴィス家に仕えており、母親がアグリアの乳母であるため、アグリアとは姉妹のように育った。アグリアがトラヴィス家の屋敷を放火した後も彼女に付き従い、スパイとしてラ・シュガルに侵入しているアグリアとア・ジュールを結ぶ連絡員として動いていたが、内心では憎しみに捕らわれるアグリアの姿に苦悩していた。
エデ
声 - 岡野浩介
イル・ファンの警備兵。妻帯者。腰痛が持病であり、ジュードが担当する患者の一人。年下のジュードを「ジュード先生」と丁寧に接し、個人としては強く信頼している。実刑確実のS級犯罪者として指名手配されたジュードの前に現れ、職務に従って彼を逮捕しようとしたが、アルヴィンの妨害に遭い失敗する。指示を出していた様子からして、それなりの階級の模様。
ジランドの悪事が露見した後は、ジュードの指名手配も解かれ、手配書の回収に動く。かつてイル・ファンにいたプレザ（当時はミンク）とは家族ぐるみの付き合いがあり、アルヴィンとも面識がある。

#### ア・ジュール
イバル (Ivar)
声 - 森久保祥太郎
男性 / 16歳 / 身長165cm / 武器：二刀 / 戦闘タイプ：剣士
ニ・アケリアにおいてマクスウェルの巫子を務める少年。ミラの身辺の世話のほか、戦う力を持たない村のものを守るという使命を賜っている。高い身体能力(主に脚力)を有して双剣を操るほか、動物や魔物と会話をし使役する術を持ち、ワイバーンを一頭使役している。
とにかく賑やかな性格。巫子であることに誇りを持っているが、自分を差し置いてミラの傍らに居るジュードを「（巫子の）偽者」と見下し、対抗意識を燃やして暴走してはミラから諌められる事が多い。ミラを支えるのは自分だとして彼女に対し何度も同行を申し立てるが、彼女はイバルではなくジュードたちを選んだ為、次第に使命よりもジュードに勝つことに拘るようになる。「巫子であることが特別」と思い込み、自らの責任を放棄してしまっているきらいがある。
後にミラからクルスニクの槍の「カギ」を託されるが、そのコンプレックスをアルヴィンに利用されて、槍を起動させてしまい、結果エレンピオス軍の侵攻を許してしまった。しかし彼は最早ジュードに勝つこと以外目に入っていなかった。
物語終盤ニ・アケリア霊山に向かうジュードたちの前に現れ、ワイバーンを連れてジュードたちに最後の戦いを挑み、激戦の末に敗北を喫した。それ以降は登場せず本作におけるその後の動向は一切不明。
何かと展開を悪い方に変えるトラブルメーカーだが、その実力は本物。二本の直刀を使ったスピーディかつ嵐のような連続攻撃を披露する。
秘奥義は「双牙煌裂陣」。
ユルゲンス
声 - 千葉進歩
男性 / 21歳
シャン・ドゥに住むキタル族の青年。ワイバーンを欲するジュードとミラたちと関わったことをきっかけに、彼らの手助けをするようになる。非常に心優しく清廉潔白な人格者。
イスラとは婚約者の仲。彼女のことを真剣に思っている様子で、過去を知ってもなお彼女の側に居続けている。
エンディングではアルヴィンと共に「リーゼ・マクシアとエレンピオスの架け橋」となる仕事を始めている。
イスラ
声 - 平田宏美
ユルゲンスの婚約者である女医。病床に臥せっているアルヴィンの母親レティシャの面倒を見ている。
実はアルクノアの関係者。幼い頃に母親に売られた孤児で、生計のためにエリーゼを含めた孤児たちを売っており、また闇医者としても活動している。ユルゲンスとの婚約が決まり幸せになることを望んでいるが、その後ろ暗い過去をユルゲンスに知られることを何よりも恐れている。ジュードに正体を見破られた後は、泣きながら土下座までしてユルゲンスに知らせないように懇願していた。
最終的に、過去の重荷から解放されたい一心でレティシャを毒によって安楽死させた。それを看破されたことで暴走し、吊り橋から転落して重傷を負う。その後は一命は取り留めるものの精神が退行し、永遠に覚めない悪夢にうなされるという結末を迎えた。
レティシャ
声 - 浦和めぐみ
女性 / 46歳
アルヴィンの母親で、現在はシャン・ドゥ在住。リーゼ・マクシアに迷い込んだエレンピオス人のひとりで、若い頃に故郷を離れて苦労をしたことで、望郷の念のあまり病に冒され正気を失っている。もはや息子の顔すら認識できなくなっているが、息子を想う母の心は失っていない。
10代の終りにスヴェント家の当主に嫁ぎ、それから間もなくアルヴィンを出産するが、その頃から様々な病気にかかるようになり、それに伴って身体も心も弱くなっていった。ジルニトラでの旅行は、彼女の療養を兼ねてアルヴィンの父が発案したもの。夫を失いリーゼ・マクシアに漂着した後は、弱い彼女が働けるような仕事などなく徐々に居場所がなくなっていき、いつしかジランドにすがるようになった。後にミラが集落を襲撃したのをきっかけに、シャン・ドゥに移住するようになる。最終的にイスラの手により他界。なお、息子にはジランドとの関係を気付かれていないと思っていたが、アルヴィンは12歳までには母親と叔父の関係に気付いていた。
カーラ・アウトウェイ
声 - 園崎未恵
歴史学者。普段は教師をしており、ジュードたちにア・ジュールの歴史について教えてくれる。実家はカン・バルクにあるが、ほとんど疎遠になっている。
ア・ジュールの弱小部族であったアウトウェイ族の族長の娘で、アースト（ガイアス）の実の妹。ウィンガルの親戚にして友人にあたるロンダウ族の男性と婚約しており、許嫁とはいえ互いに好意を抱いていたが、会戦中にガイアスに殺害されたという報を聞いたために兄を憎んでいる。同時に理想実現のために覇道を歩む兄を肉親として見守っていきたいという思いもあり、また反対に優しかった兄アーストがいなくなってしまった寂しさも抱えている。

#### エレンピオス
ジランド
声 - 木下浩之
男性 / 35歳 / 身長180cm / 武器：ショットガン
ラ・シュガル軍参謀副長。ナハティガルの側近。クルスニクの槍の設計や運用計画を主導している謎多き男。ローエンからは、ナハティガルにおもねるだけの凡庸な男と目されており、ミラの気迫に怯えることもある。ジュード編の序盤にはほとんど登場せず、台詞もナハティガルに応答する程度のものしかない。
その正体はアルクノアの首魁であり、一連の戦争、ひいてはエレンピオス襲撃の黒幕でもある。本名はジランドール・ユル・スヴェントで、名門スヴェント家の分家当主。アルヴィンの父方の叔父。本性は非常に狡猾で野心あふれる性格で、船の事故で兄が亡くなると、幼いアルヴィンから合法的に相続権を奪い、アルヴィンがジランドに頼らなければ生きていけなかった事を利用して、自分の手駒として利用していた。同時にスヴェント家の名を利用しつつ、アルヴィンが慕っていた先代のアルクノアのリーダーをスキャンダルで蹴落としてリーダーに収まった為、アルヴィンとの折り合いは悪い。自身もアルヴィンには辛くあたることがほとんどだが、時には優しく接することもあり、アルヴィンがいつも着ているお気に入りのコートは、アルヴィンが成人する直前にジランドが彼に譲ったお下がりである。また、アルヴィンがミラを殺そうとした時も銃を打ち落とすだけにとどめ、アルヴィンを殺めようとはしなかった。兄の妻でアルヴィンの母であるレティシャとは肉体関係にあった。
当初はエレンピオスに帰ることだけが目的だった組織の舵を、異界炉計画推進の方向に切り、エレンピオスでの自分の地位を不動のものにせんとしていた。その一環としてナハティガルに近付き、ローエンの後釜として参謀長に納まり、源霊匣の研究のために利用する。結果的にイル・ファンの人間たちを始めに幾多の犠牲者を出し、ジュードたちに敗北を喫したナハティガルをも見限って暗殺。
最終的にはアルクノアの本拠地・旅客船ジルニトラにてジュード達に敗北後、セルシウスは消滅。激しい戦闘で彼女を使役した反動によって死亡した。
アルヴィンの叔父だけであって、使用する技は彼と非常に似通っている。近接戦闘に長けたセルシウスを前衛とし、本人はショットガンによる遠隔攻撃を主体とした戦法を採る。
バラン
声 - 山崎たくみ
男性 / 30歳
アルヴィンの従兄。黒匣の技術者で、現在は滅びゆくエレンピオスを救う為に源霊匣の研究を行っている。幼い頃の事故の後遺症で足が不自由で、黒匣が無くては歩くことができない。
明るいがとらえどころがなく、アルヴィンの恥ずかしい過去を全て覚えているらしい。アルヴィンからは悪態をつかれるものの、彼とは固い友情で結ばれている。
アイフリード
かつてリーゼ・マクシアを荒らしたとされる海賊。その宝物はアークの中に収められ、世界各地に散らばっている。
その正体は断界殻を超えてやってきたエレンピオス人の冒険者で、理想郷と呼ばれるリーゼ・マクシアに辿り着いたが故郷には二度と帰れなかった。アークはエレンピオス文字で書かれており、アルヴィンにしか読めない。

### 精霊
マクスウェル
声 - 大塚周夫
精霊の主と呼ばれる元素を操る大精霊で、2000年前にリーゼ・マクシアを創ったとされる創造主。20年前にある目的のため、元素から作り出した人間の触媒を得て「ミラ」となり、人間界に降臨したと言われている。
ミラとミュゼの創造主。黒匣の出現によって急速に精霊が死に始めたのを機にリーゼ・マクシアをつくり、霊力野を持つ人間を連れて「断界殻（シェル）」によってエレンピオスから切り離した。しかし20年前にエレンピオス軍に「断界殻（シェル）」の一部を破壊されてしまい、「断界殻（シェル）」の存在を知る者を殲滅させる為にミュゼを、リーゼ・マクシアに黒匣を持ち込み「断界殻（シェル）」の破壊のために自分を狙うアルクノアをおびき出すエサとしてミラを生み出した。万能の精霊王だが唯一の欠点は「他者の心を理解できないこと」で、娘ともいえる存在であるミラやミュゼのことも大義のための駒としか見ていなかった。
人間を「理解できないものは受け入れず、破壊する存在」とジュードたちを非難していた。しかし、どれだけ打ちのめされても、圧倒的な力の差を前にしても、ジュードの不屈の思いは打ち砕かれることはなく、マクスウェル自身も狼狽を露わにしてしまい、「理解できない存在を破壊」しようとして非難した人間と同じ行動を見せていた。乱れた心では本来の力は引き出せず、他者の「心」を蔑ろにした事でミラとミラに味方した四大からも見限られ、激戦の末に敗北した。
その後はガイアスの手によってクルスニクの槍に囚われてしまった。しかし自力で脱出し、ガイアス、ミュゼと互角の戦いを繰り広げ、空間を閉鎖することでクルスニクの槍とガイアスたちを封印しようとした。だがそこへ逃がしたジュードたちが現れ、動揺した隙を付かれてガイアスたちの前に敗れる。
そして相反する信念を持つジュードたちとガイアスたちの戦いを見届けた後、感化され人間を信じるようになり、マクスウェルはミラに力を託して消滅。人間であったミラは本当のマクスウェルとなったのだった。だがそれは、ジュードたちにとってはミラとの別れを意味するものでもあった。
秘奥義は「エレメンタルメテオ」と「メテオスウォーム」。
四大精霊
火、水、風、地の四大元素を司る大精霊の総称。精霊の主マクスウェルに仕えており、20年前から人間界に降臨したミラに付き添うようになる。それ以降、人間は四大精霊の召喚が不可能となり、この現象は「大消失（グランロスト）」と呼ばれている。
ミラは彼らを四大（しだい）と呼んでおり、彼女にとって家族同然の大切な存在である。彼女に付き添ってイル・ファンの研究所でクルスニクの槍を破壊しようとしたが、槍の力に捕らわれてしまい、最後の力でミラとジュードを逃がして槍に取り込まれてしまった。
ミラがマクスウェルでないことは知っており、本物のマクスウェルの命令でミラをマクスウェルとして育て上げた。しかし彼女を育てていく内に徐々に愛情を抱くようになり、彼らにとってもミラはかけがえのない大切な存在となっていった。それ故にミラや自分たちを道具のようにしか見ていないマクスウェルに次第に反感を抱くようになり、最終的にはマクスウェルを見限りミラたちに付いた。
イフリート
声 - 中村大樹
火を司る大精霊。厳格で秩序を重んじる性格。短気ではないが怒ると周囲の草木を燃やしてしまい、寝てばかりいるノームにキレた時など周りを溶岩の海にしてしまう。
ウンディーネ
声 - 津賀有子
水を司る大精霊。普段は穏やかな女性だが、怒ると怖いらしく、逆鱗に触れると水底に沈められてしまう。イフリートとノームが喧嘩をすると水をぶっ掛け、水蒸気爆発を起こして強引に止めるというのが四大の日常らしい。
シルフ
声 - 白石涼子
風を司る大精霊。少年のような風貌の男で子供っぽい性格。よくミラと一緒に空を飛んでいたらしい。生意気でよく悪態をつくがミラをはじめ四大を大事に思っている。
ノーム
声 - 染井夕奈
地を司る大精霊。マイペースな性格で、語尾に「でし」と付ける。ミラと一番仲がよく、消滅しかかったミラの救出を提案した。よく寝ており、よくイフリートに咎められている。

セルシウス
声 - 平田宏美
氷を司る大精霊。左目に眼帯のような飾りをしており、見た目は青い髪の少女。ミラはその存在を知らなかったが、彼女の方はマクスウェルを知っていた様子。大昔に死亡して精霊の化石となっていたが、ジランドがティポから奪った増霊極の技術で源霊匣（オリジン）として蘇らせた。ジランドのことを「マスター」と呼び、付き従っている。
徒手空拳による近接戦闘を主体としているが、術の精度も高く、氷柱を高速で射出してアルヴィンの銃を打ち落とす芸当を見せた。
ヴォルト
声 - 赤羽根健治
雷を司る大精霊。セルシウス同様左目に眼帯をしている。雷神を模した少年の姿をしているが、戦闘となるとエネルギーをまとい球体の幕を張る。精霊の化石となっていたが、増霊極の技術がエレンピオスに渡ったことで、ヘリオボーグ基地で源霊匣として蘇った。

## 主題歌
「progress」（FIVE収録）
歌 - 浜崎あゆみ
プロデューサー馬場英雄の中では主題歌を浜崎にすることは当初から決まっていたという。曲の作成にあたり、浜崎には本作のあらゆる資料が渡された。なお浜崎はこの曲で2011年の第62回NHK紅白歌合戦に出場した。

## 開発・スタッフ
本作の構想は2008年12月発売の『テイルズ オブ ハーツ』開発終盤から練られ始めた。当初から藤島康介（ジュード、アルヴィン、エリーゼ、ミュゼのデザイン）といのまたむつみ（ミラ、レイア、ローエン、ガイアスのデザイン）に共作を打診しており、プロデューサー馬場英雄とアートディレクター奥村大悟（ティポのデザインも担当）が2人の元へ出向きテーマを説明した。スタッフは共作を意識しすぎて両者らしい作風から離れないよう「これまで通りのスタンスで」と伝えた。デザインの完成まで、2人が「もう1人のデザインを見せて欲しい」と言うことは1度もなかったという。
開発会社のナムコ・テイルズスタジオは本作発売後に消滅したため、本作は同社の最終作となった。
作中のアニメーションは、ufotableが担当。同社が制作した『ゴッドイーター』のオープニングムービーのクオリティを目の当たりにした馬場が「ufotableが表現する『エクシリア』の世界観を見てみたい」と考え同社代表の近藤光に打診した。従来シリーズのアニメーションは、PS版『デスティニー』から長らくプロダクション・アイジーが手がけていたが、馬場は「15周年だからこそ、新しい風を吹きこみたかった」という。
シナリオは木賀大介が担当。複数のスタッフがプロットを持ち寄りそのうちの1つを具体化させていくという、シナリオライターのプロットを元に検討することの多い本シリーズでは珍しい方針を取った。男女2人の主人公ということや「ミラ＝マクスウェル」という人物を中心に据えることは、プロットを選び出した段階で決まっていた。また、従来はシナリオを完成させてから映像を作っていったが、本作では同時進行で作成している。
バトルゲームデザインは穴吹健児。2人の主人公を打ち出すことは当初から決まっていたため、バトルシステムも「ふたり」で味わえる面白さを目指している。
- リードゲームデザイン - 田中成昌
- 絵コンテ・演出 - 渋江康士
- 制作プロデューサー - 岡本進一郎

## リマスター
『テイルズ オブ エクシリア リマスター』のタイトルで2025年10月30日にNintendo Switch、PlayStation 5、Xbox Series X/S、同年10月31日にSteamで発売予定。

## 評価
出荷本数は発売初日で50万本を突破した。PlayStation Awardsでは、50万本以上販売したタイトルに贈られるゴールドプライズ賞と、ユーザー投票によって選ばれるユーザーズチョイス賞を受賞した。
ニュータイプアニメアワード2011では「ゲームムービー賞」1位、ニュータイプアニメアワード2012では「ゲームアニメーション賞」1位を受賞した。

## 関連作品

### 漫画
テイルズ オブ エクシリア SIDE;JUDE
『ビバ☆テイルズ オブ マガジン』Vol.7にてプレ掲載、Vol.8から本格連載となり、2014年2月号で連載終了。作画：佐藤夕子。ジュードの視点から描かれる。
1. 2012年2月27日発行（同日発売） ISBN 978-4-04-886293-6
2. 2012年7月27日発売 ISBN 978-4-04-886816-7
3. 2013年3月27日発売 ISBN 978-4-04-891282-2
4. 2014年2月27日発売 ISBN 978-4-04-866183-6

テイルズ オブ エクシリア SIDE;MILLA
『月刊コミックジーン』2011年10月号から2014年6月号まで連載。作画：hu-ko。ミラの視点から描かれる。
1. 2012年2月27日発行（同日発売） ISBN 978-4-8401-4430-8
2. 2012年10月27日発売 ISBN 978-4-8401-4747-7
3. 2013年3月27日発売 ISBN 978-4-8401-5042-2
4. 2013年10月26日発売 ISBN 978-4-8401-5344-7
5. 2014年6月27日発売 ISBN 978-4-04-066597-9

ているず おぶ の食卓〜エリーゼと甘いパフェ〜
『ビバ☆テイルズ オブ マガジン』2016 Berseriaに掲載。作画は桂イチホ。
この他、一迅社から4コマ漫画とアンソロジーコミックが3巻ずつ刊行されている。

### 小説
テイルズ オブ エクシリア
著者は安彦薫、イラストは佐藤夕子（本文挿絵）、ufotable（表紙）。電撃文庫（アスキー・メディアワークス）から全3巻が発行。
1. 2011年11月10日発売 ISBN 978-4-04-870878-4
2. 2012年1月10日発売 ISBN 978-4-04-886161-8
3. 2012年3月10日発売 ISBN 978-4-04-886352-0

テイルズ オブ エクシリア プレイ日記 人と精霊の守護者
著者は松本幸彦。Webサイト「ファミ通.com」にて連載されたジュード編のプレイ日記を書籍化したもので、ミラ編のプレイ日記が書き下ろされている。
- 2011年12月8日発売、ISBN 978-4-04-727752-6

テイルズ オブ エクシリア -アルヴィン・クロニクル-
著者は安彦薫、本文挿絵は藤村あゆみ。『ビバ☆テイルズ オブ マガジン』2012年10月号から2013年3月号まで連載。アルヴィンを主人公とした外伝。

### ドラマCD
- アンソロジードラマCD テイルズ オブ エクシリア Vol.1（2012年9月26日発売）
- アンソロジードラマCD テイルズ オブ エクシリア Vol.2（2012年10月24日発売）

## 関連商品

### 書籍
- テイルズ オブ エクシリア 未知への旅立ちの書（2011年9月8日発売[28]）
- テイルズ オブ エクシリア 公式コンプリートガイド（2011年10月7日発売[28]）
- テイルズ オブ エクシリア パーフェクトガイド（2011年12月8日発売[28]）
- テイルズ オブ エクシリア イラストレーションズ いのまたむつみ×藤島康介のキャラクター仕事（2011年12月27日発売[28]）
- テイルズ オブ エクシリア 公式設定資料集
- テイルズ オブ エクシリア ファンズバイブル（2012年3月31日発売[29]）

### サウンドトラック
テイルズ オブ エクシリア オリジナルサウンドトラック
2011年9月7日発売。初回限定盤と通常盤の2種リリースで、全64曲からなる。なお前者のみ全17曲で構成されるDISC4を収録している。初回特典として、特製ステッカー、B3ポスター、ボーナスディスク、トレーディングカードが3枚入ったTOX袋等が同梱されている。
| #   | タイトル                    | 作詞 | 作曲・編曲 |
| --- | --------------------------- | ---- | ---------- |
| 1.  | 「精霊の主」                |      |            |
| 2.  | 「鎮座する精霊」            |      |            |
| 3.  | 「愛しき世界を望みて 」     |      |            |
| 4.  | 「駆ける放課後」            |      |            |
| 5.  | 「テイルズオブエクシリア 」 |      |            |
| 6.  | 「夜域に包まれる王都」      |      |            |
| 7.  | 「蔓延る悪意 」             |      |            |
| 8.  | 「拳を握って 」             |      |            |
| 9.  | 「勝利の喜び 」             |      |            |
| 10. | 「絶体絶命」                |      |            |
| 11. | 「決死の剣」                |      |            |
| 12. | 「覆われた真実」            |      |            |
| 13. | 「つかの間の休息」          |      |            |
| 14. | 「暁に染まる山村」          |      |            |
| 15. | 「溢れる自然」              |      |            |
| 16. | 「生か死か」                |      |            |
| 17. | 「戦い敗れて 」             |      |            |
| 18. | 「猛りの滄我」              |      |            |
| 19. | 「精霊の里 」               |      |            |
| 20. | 「重なり合う波紋」          |      |            |
| 21. | 「.忍び寄る影」             |      |            |
| 22. | 「旅に魅せられて 」         |      |            |
| 23. | 「活気あふれる商業街」      |      |            |
| 24. | 「予期せぬ衝撃」            |      |            |
| 25. | 「優しさに包まれて 」       |      |            |
| 26. | 「ミラのテーマ 〜使命〜 」  |      |            |
| 27. | 「陽光に照らされて 」       |      |            |
| 28. | 「懐かしき故郷 」           |      |            |
| 29. | 「己を信じて 」             |      |            |

### DJCD
- テイルズリング・エクシリア Vol.1（2012年5月23日発売）特別編ゲスト：佐藤利奈（プレザ役）
- テイルズリング・エクシリア Vol.2（2012年6月20日発売）特別編ゲスト：真田アサミ（ミュゼ役）
- テイルズリング・エクシリア Comic Market 83 Limited（2013年1月30日発売）ゲスト：近藤隆（ルドガー・ウィル・クルスニク役）・伊瀬茉莉也（エル・メル・マータ役）
- テイルズリング・エクシリア Comic Market 84 Limited（2013年9月11日発売）ゲスト：杉田智和（アルヴィン役）
- テイルズリング・エクシリア Comic Market 85 Limited（2014年1月29日発売）ゲスト：早見沙織（レイア・ロランド役）
- テイルズリング・エクシリア Comic Market 86 Limited（2014年9月10日発売）ゲスト：木内秀信（ウィンガル役）

## 発売前の情報流出
TOXが発売される前である2011年9月2日に発売された韓国の大手ゲーム雑誌「GAMAR'Z」には、本作のエンディングまでの詳細な攻略記事が掲載されていた。それをスキャンした画像が日本の画像投稿サイトに掲載・翻訳されたことをきっかけに、日本の電子掲示板において本作のネタバレ情報が広範囲に流布する騒ぎとなった。
韓国では韓国語にローカライズされていないゲームソフトが英語や日本語のまま販売されるのが珍しいことではなく、その際は販売店で特典として付いてくる韓国語で翻訳されたゲームのシナリオブック（エンディングも含めて全てのイベントシーンのメッセージを韓国語に翻訳した台本）を見ながらプレイするのが一般的である。そのため、「バンダイナムコが公式特典で制作したシナリオブックのせいで情報が流出した」という情報源を誤認した情報が、ネタバレ情報と共に広まった。
これに対し、9月5日時点でバンダイナムコゲームスは公式に「流出した雑誌記事はバンダイナムコが監修したものではない」「シナリオブックが公式に特典として付くということはない」との声明を出した。
しかし、情報流出とは無関係であったが、実際には韓国におけるTOXの流通業者「イントラリンクス」は、韓国人ユーザー向けの224ページのシナリオブックを制作して予約者特典としていた。このシナリオブックは、TOXの発売直前になって予約特典から取り消されたため、実際には韓国人プレイヤーの手には渡らなかった。
さらに、9月7日になって情報流出元である「GAMER’Z」が声明を発表。「イントラリンクス社がシナリオブックを特典として付けると聞き、自分たちの雑誌にも攻略記事を載せることにした」「攻略記事はバンダイナムコパートナーズコリアの協力で書かれたものであり、無断で掲載したわけではない」「バンダイナムコ側からは情報公開解禁日時の指定や監修の申し出は全く無かった」「ゲームの発売前に攻略記事が掲載されたのは今回が初めてではないが、バンダイナムコから申し出があれば記事の掲載を遅らせることはできた」として、今回の事態の原因がバンダイナムコパートナーズコリアとバンダイナムコゲームスの両者にもあるとの主張をしている。
9月8日、イントラリンクスは公式サイトにおいて謝罪文を発表。「7月時点でシナリオブックを特典として付けたいという要望を出したが、バンダイナムコパートナーズコリアからは許可は下りなかった」「しかし社内の連絡ミスでシナリオブックが特典として付くと告知してしまった」として、シナリオブックの制作に起因する騒動はイントラリンクス社のミスが原因であり、「GAMER'Z」や「バンダイナムコパートナーズコリア」には責任が無いとしている。

## 他のシリーズ作品との関連
テイルズ オブ イノセンス R（2012年1月26日発売）
闘技場にミラが登場。ジュードの衣装がルカのコスチュームとして登場。
テイルズ オブ ザ ヒーローズ ツインブレイヴ（2012年2月23日発売）
シリーズキャラクター共演作品。ジュードとミラがプレイヤーキャラクターとして登場。
テイルズ オブ ザ ワールド タクティクス ユニオン（2012年7月2日配信）、テイルズ オブ ザ ワールド レーヴ ユナイティア（2014年10月23日発売）
シリーズキャラクター共演作品。ジュードとミラがプレイヤーキャラクターとして登場。
テイルズ オブ シンフォニア ユニゾナントパック（2013年10月10日発売）
『テイルズ オブ シンフォニア』と『テイルズ オブ シンフォニア -ラタトスクの騎士-』の移植版。アルヴィンの衣装がゼロスのコスチュームとして、エリーゼの衣装がプレセアのコスチュームとして登場。
テイルズ オブ ゼスティリア（2015年1月22日発売）
エリーゼの衣装がエドナのコスチュームとして登場。
テイルズ オブ ベルセリア（2016年8月18日発売）
ジュードとミラがあるサブイベントに登場。
テイルズ オブ ザ レイズ（2017年2月28日配信）
Android及びiOS用シリーズキャラクター共演作品。ジュード、ミラ、アルヴィン、エリーゼ、ローエン、レイア、ティポ、ウィンガル、アグリア、プレザ、キャリーが登場。